# Corynellus aureus
Corynellus aureus là một loài bọ cánh cứng trong họ Cerambycidae.